# Salk Ladies 2011
Il Salk Ladies 2011 è stato un torneo di tennis facente parte della categoria ITF Women's Circuit nell'ambito dell'ITF Women's Circuit 2011. Il torneo si è giocato a Stoccolma in Svezia dal 7 al 13 febbraio 2011 su campi in cemento e aveva un montepremi di $25,000.

## Vincitori

### Singolare
Kristina Mladenovic ha battuto in finale  Arantxa Rus con il punteggio di 6–3, 6–4

### Doppio
Arantxa Rus /  Nastas'sja Jakimava hanno battuto in finale  Claire Feuerstein /  Ksenija Lykina con il punteggio di 6–3, 2–6, [10-8]